# Yoshiaki Sato
Yoshiaki Sato (Prefectura d'Osaka, 19 de juny de 1969) és un futbolista japonès disputà un partit amb la selecció japonesa.